# ボブ・フランクストン

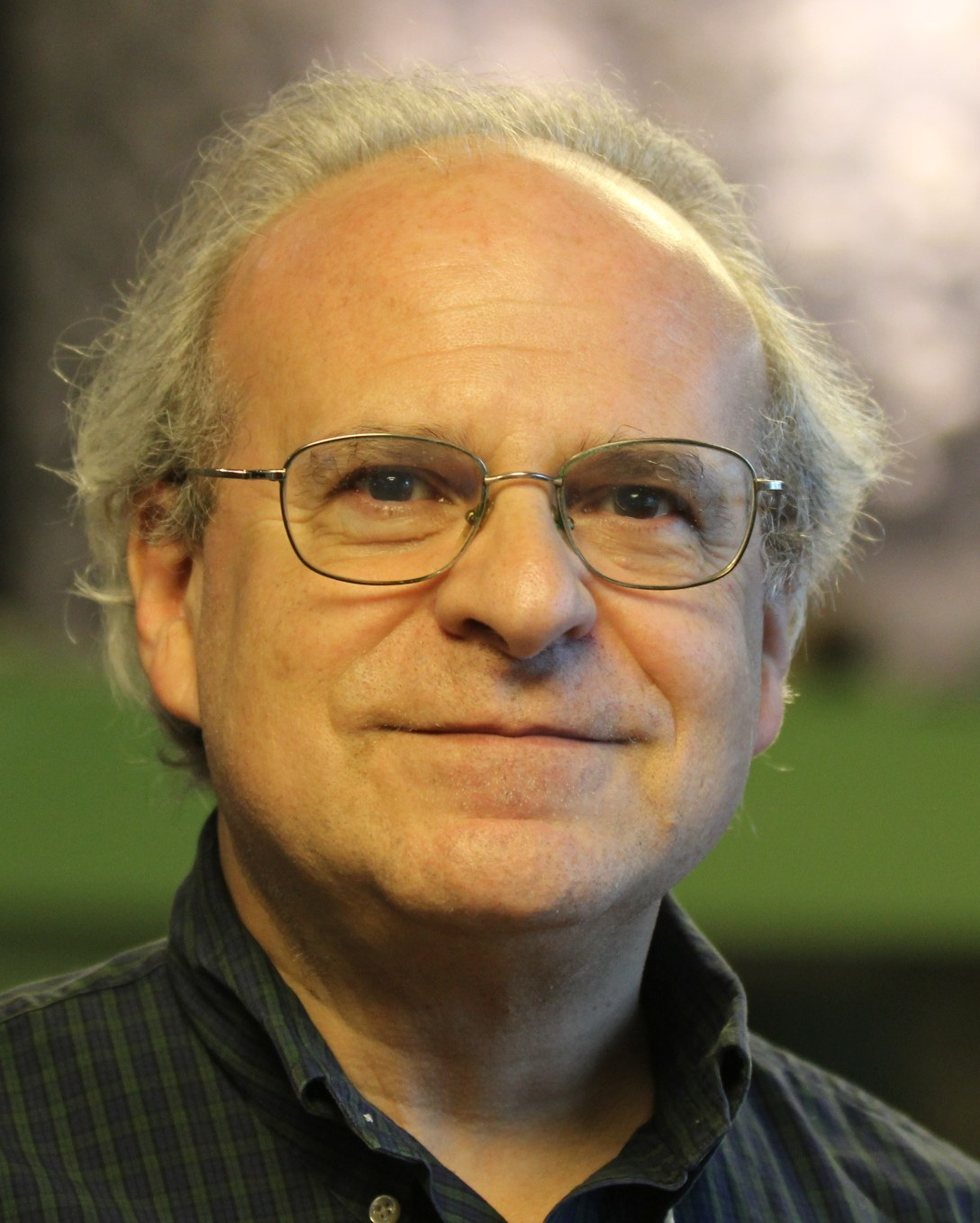
ボブ・フランクストン（2012年）

ロバート・M・フランクストン（Robert M. Frankston、1949年6月14日 - ）は、アメリカ合衆国の計算機科学者。ダン・ブリックリンとともに表計算ソフトのVisiCalcを開発したことで知られる。

## 生涯
ニューヨーク州ニューヨーク市ブルックリン区に生まれた。ニューヨーク市のスタイヴェサント高校を1966年に卒業後、マサチューセッツ工科大学に入学した。MITではProject MACに参加し、タイムシェアリングオペレーティングシステムMulticsの開発に携わった。1970年にMITを卒業した。
1979年、MIT時代の友人ダン・ブリックリンとともにソフトウェア・アーツを設立し、世界初のパーソナルコンピュータ向け表計算ソフトを開発した。このソフトはパーソナル・ソフトウェア（後のビジコープ）からVisiCalcの名前で販売された。しかし、Lotus 1-2-3などの競合製品の台頭による売上の減少が原因で両社の関係が悪化して訴訟となり、VisiCalcの販売権はソフトウェア・アーツに移った。ビジコープという販売会社を失ったことによりソフトウェア・アーツの経営は行き詰まり、1985年にロータスに買収された。フランクストンは1985年から1990年までロータスに勤務した後、1993年から1998年までマイクロソフトに勤務した。
1985年にACMソフトウェアシステム賞、2001年にワシントン賞、2003年にIEEE Consumer Electronics Society International Chapters Engineering Excellence Awardを受賞し、1994年にACMフェローに選出された。2004年に、「電子表計算VisiCalcの開発によって、パーソナルコンピュータの有用性を向上させたこと」に対して、コンピュータ歴史博物館のフェローに選出された。
フランクストンは、インターネットの進化、特にブロードバンドと移動体通信に関して、電気通信会社の役割を減らすべきだと主張している。彼は、電気通信会社とその規制当局との癒着が変化を妨げていると考え、それを表すために"Regulatorium"（レギュレータリアム）という言葉を造語した。